# Lovforarbejder
Lovforarbejder (også kaldet lovmotiver) omfatter udtalelser, betænkninger og almindelige bemærkninger eller specielle bemærkninger samt spørgsmål til ministeren og ministerens svar; herunder svar på § 20-spørgsmål. Forarbejder blev til i forbindelse med lovforslagets behandling i Folketinget og i udvalg. Lovens forarbejder inddrages, når retsanvender anvender subjektiv fortolkning til at fastslå lovgivers intention med at vedtage loven. Det skal præciseres, at lovforarbejder ikke udgør en retskilde, men derimod blot anvendes til subjektiv fortolkning. Det er værd at huske, at der er en tradition for at anvende subjektiv fortolkning i dansk ret; især forvaltningsmyndighed anvender subjektiv fortolkning.
Lovforarbejder omfatter "bemærkninger til lovforslag (lovbemærkninger), betænkninger, ministerens bemærkninger ved fremsættelsen af lovforslaget, høringssvar, spørgsmål og svar fra ministeren, udtalelser fra folketingsmedlemmer og ministre i folketingssalen m.m."
Det kan volde vanskeligheder at finde en lovs forarbejder. Især en lov, som er blevet til ved implementering af et EU-direktiv, kan have forarbejder, som vanskeliggør tilgængelighed og forståelse.

## Efterarbejder
I den juridiske litteratur er det omdiskuteret, om der også findes efterarbejder. En lovs efterarbejder omfatter senere udtalelser og tilkendegivelser, som et folketingsmedlem eller et udvalg har fremsat efter, at loven er blevet vedtaget. Blandt de mest nævneværdige fortalere for at anvende begrebet efterarbejder var Henrik Zahle.

## At finde lovforarbejder
For at finde lovforarbejder skal man først kende nummeret på det lovforslag, som ligger til grund for den ændrede lov. Når man kender lovforslagets nummer kan man finde forabejder på Folketingstidende.dk eller på ft.dk.
Der findes flere hjemmesider, som hjælper med at finde lovforarbejder.
- Folketingstidendes hjemmeside giver: Vejledning til at finde forarbejder til en lov.[21]
- Det Administrative Bibliotek yder: Hjælp til at finde lovforarbejder[22]
- CBS Library spørger: Hvor findes Lovforarbejder?[23]
- Et universitet hjælper også med at finde lovforarbejder: Kom godt i gang med at finde lovforarbejder.[24][25]
- Endelig findes der en oversigt over forarbejder til Grundloven (1953).[26]

## Eksempler på lovforarbejder
- Lovforarbejder til Grundloven § 20 er Betænkning nr. 66/1953 afgivet af Forfatningskommissionen af 1946 s. 31 og 124-126. RT 1952-53 Folketinget F sp. 2008-2022, 2224-2225, 2245-2246, 2255, 2287-2290, 2322, till. A sp.3469-3470, 3545f. og 3709 f. og till. B sp. 375 og 387-388.[27] Nogle af disse forarbejder findes på folketingstidende.dk.[28]
- Forarbejder til straffelovens § 216, stk. 1 om samtykke til voldtægt findes som Lov om ændring af straffeloven, 2020-21, til Lovforslag nr. L 85 på ft.dk.[29]
- Forarbejder til straffelovens § 110 e, stk. 2, som gør det strafbart offentligt eller med forsæt til udbredelse i en videre kreds at behandle et skrift med væsentlig religiøs betydning for et trossamfund eller en genstand, der fremstår som en sådan, utilbørligt findes som L 65 på ft.dk.[30]